# Aansprakelijkheid van rechters (België)
In principe zijn rechters niet persoonlijk burgerrechtelijk aansprakelijk voor fouten die zij begaan in de uitoefening van hun functie. De wet kent deze immuniteit hen toe om de onafhankelijkheid en onpartijdigheid van de rechter te waarborgen. 
De immuniteit van de rechter vormt geen beletsel voor de aansprakelijkheid van de overheid op basis van artikel 1382 van het burgerlijk wetboek.
In bepaalde gevallen kan de rechter toch worden aangesproken:
- indien de rechter bedrog pleegt of een list heeft gemaakt tijdens het onderzoek of tijdens het vonnis;
- indien de wet uitdrukkelijk bepaalt dat de rechter aansprakelijk kan worden gesteld;
- indien de wet bepaalt dat de rechter aansprakelijk is voor eventuele schade;
- indien de rechter rechtsweigering pleegt (indien hij weigert een beslissing te nemen in een zaak).[1]

De bijzondere procedure waarvan gebruik wordt gemaakt om een rechter aansprakelijk te stellen is geregeld in de artikelen 1142-1147 van het Gerechtelijk Wetboek.